# Leland Stanford
Amasa Leland Stanford (9 de março de 1824 – 21 de junho de 1893) foi um magnata e político estadunidense. Foi também fundador da Universidade de Stanford.

## Vida
Stanford nasceu em Watervliet em 1824, que atualmente faz parte da cidade de Colonie. Ele foi um dos oito filhos de Josiah e Elizabeth Phillips Stanford. O pai de Stanford era um fazendeiro de alguns recursos. Ele frequentou as escolas comuns até 1840 e foi tutelado em casa até 1839. Frequentou o Clinton Liberal Institute, em Clinton, e estudou direito no Cazenovia Seminary em Cazenovia, Nova Iorque entre 1841-45. Em 1845 ele ingressou no escritório de advocacia de Wheaton, Doolittle & Hadley em Albany.
Em 30 de setembro de 1850 casou-se com Jane Stanford em Albany. Ela era filha de Dyer Lathrop, um mercante desta cidade, e de Jane Anne (Shields) Lathrop. Dessa união nasceu Leland Stanford, Jr., em 1868.
Ele também fundou um jornal no condado de Washington atualmente conhecido como Washington Herald. Em 1852, Stanford transferiu-se para a Califórnia durante a corrida do ouro.
Como um dos "Quatro Grandes" (Big Four, em inglês) magnatas das ferrovias, ele co-fundou em 28 de junho de 1861, a Central Pacific Railroad, da qual foi eleito presidente. Seus sócios eram Charles Crocker, Mark Hopkins e Collis P. Huntington. Em 1861 ele foi mais uma vez nomeado para concorrer para Governador da Califórnia, e neste tempo foi eleito.
Como presidente da Central Pacific, ele Stanford dirigiu a construção sobre montanhas, construindo 530 milhas em 293 dias. Em maio de 1868 ele juntou-se a Lloyd Tevis, Darius Ogden Mills, H.D. Bacon, Hopkins e Crocker para a criação da Pacific Union Express Company, que sofreu fusão em 1870 com a Wells Fargo & Company. Como líder da companhia ferroviária que construiu a linha da Primeira Ferrovia Transcontinental sobre a Sierra Nevada, Stanford martelou no famoso Golden Spike em Promontory, Utah, em 10 de maio de 1869.
Em 1868, Stanford e seus sócios adquiriram o controle da Southern Pacific Railroad, da qual foi presidente. Stanford também foi diretor da Wells Fargo & Company de 1870 a janeiro de de 1884.
Stanford transferiu-se para São Francisco em 1874, quando assumiu a presidência da Occidental & Oriental Steamship Company, a linha de navios a vapor para Japão e China associada com a Central Pacific.
A Southern Pacific Company foi organizada em 1884 como uma holding para o sistema Central Pacific-Southern Pacific. Stanford foi presidente da Southern Pacific Company de 1885 até 1890, quando ele foi forçado a sair desse cargo bem como da presidência da Southern Pacific Railroad por Huntington em vingança à eleição de Stanford para o Senado em 1885 sobre o amigo de Huntington, A.A. Sargent. Stanford foi eleito presidente do comitê executivo da Southern Pacific Railroad em 1890, e ele permaneceu nesse cargo e na presidência da Central Pacific Railroad até a sua morte.

Stanford possuía duas vinícolas, a Leland Stanford Winery, fundada em 1869, e 

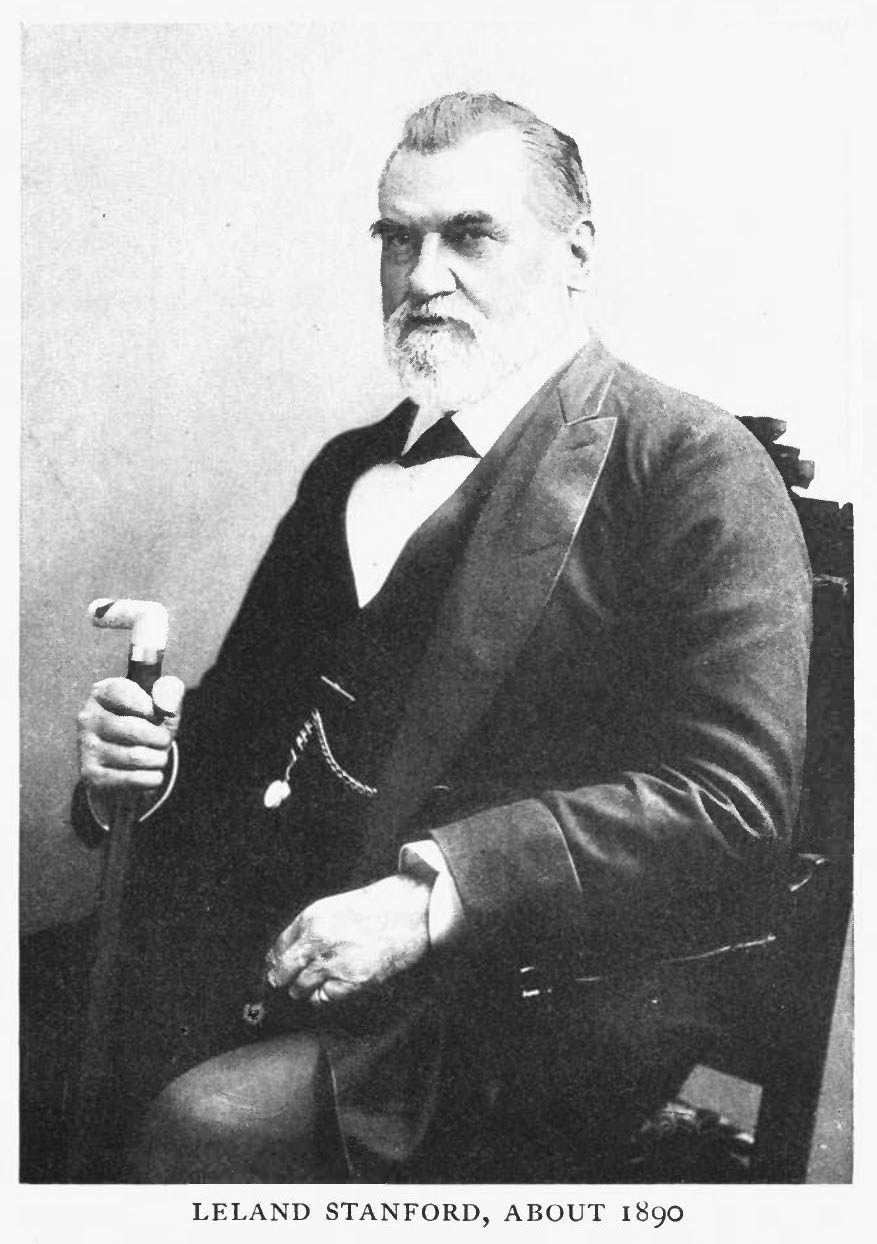
Leland Stanford em 1890

a fazenda de 55 000 acres (220 km²) Great Vina, no condado de Tehama. A Stanford também pertenceu uma imponente mansão em Sacramento, Califórnia, bem como uma residência no distrito de Nob Hill, em São Francisco. Sua residência em Sacramento é hoje o Parque Histórico Estadual da Mansão de Leland Stanford.

## Universidade Stanford
Casado com Jane, Stanford fundou a Leland Stanford Junior University como um memorial para seu filho, Leland Stanford, Jr., que faleceu ainda jovem de febre tifoide em Florença, Itália, em 1884, quando participava de uma viagem à Europa. A fortuna da família Stanford durante o final do século XIX era estimada em cerca de US$ 50 milhões.